# یالبندان
یالبندان، روستایی است از توابع بخش کلار شهرستان عباس آباد در استان مازندران ایران.

## جمعیت
این روستا در دهستان کلار شرقی قرار دارد و براساس سرشماری مرکز آمار ایران در سال ۱۳۸۵، جمعیت آن ۶۱۱ نفر (۱۷۰خانوار) بوده‌است. مردم یالبندان از قومیت طبری هستند مردم یالبندان به زبان طبری (مازندرانی) سخن می‌گویند.